# Variační koeficient
Variační koeficient je charakteristikou variability rozdělení pravděpodobnosti náhodné veličiny.

## Definice
Variační koeficient {\displaystyle v_{x}} je definovaný jako podíl směrodatné odchylky {\displaystyle s_{x}} a aritmetického průměru {\displaystyle {\bar {x}}}.
{\displaystyle v_{x}={\frac {s_{x}}{\bar {x}}}}